# Psychotria pervicax
Psychotria pervicax är en måreväxtart som beskrevs av Paul Carpenter Standley. Psychotria pervicax ingår i släktet Psychotria och familjen måreväxter. Inga underarter finns listade i Catalogue of Life.